# Massaker von Drakia
Das Massaker von Drakia  (griechisch Σφαγή της Δράκειας) verübten SS-Soldaten am 18. Dezember 1943 an Männern des griechischen Dorfes Drakia (Δράκεια) auf der Pilio-Halbinsel in Thessalien.

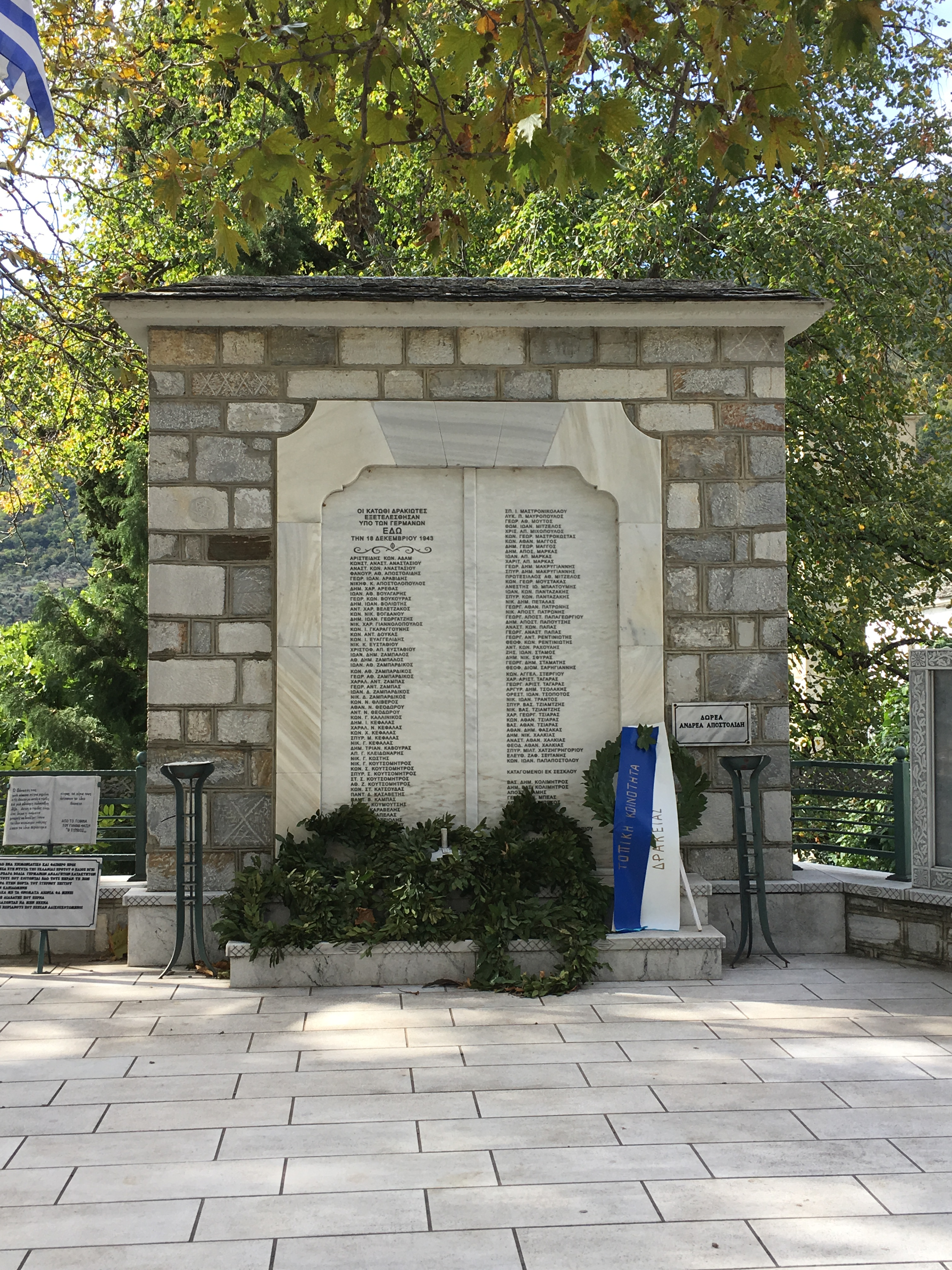
Gedenkstätte für die Opfer des Massakers von Drakia

Dem Massaker war die Tötung von zwei deutschen Soldaten vorausgegangen. Im Rahmen von Vergeltungsmaßnahmen gegen Partisanen des griechischen Widerstands während der Besatzung Griechenlands im Zweiten Weltkrieg wurden 116 Männer des Dorfes hingerichtet.
Jährlich wird eine Totenwache in Erinnerung an die Opfer abgehalten, an der Mitglieder des griechischen Parlaments sowie der griechische Präsident teilnehmen.
Das Dorf wurde 2000 als Märtyrerort anerkannt.